# 프로파간다 두에
프로파간다 두에(Propaganda Due 약칭: P2)는 1945년부터 1976년까지 이탈리아의 오리엔트 조직 관할 아래 운영된 프리메이슨 본부이다. 운영되는 동안 리치오 젤리(Licio Gelli)가 수장을 맡았는데, P2는 여러 이탈리아의 범죄와 미제사건에 연루됐다. P2는 미첼레 신도나의 금융 제국에 대한 투자를 통해 드러나기 시작했다.
P2는 때때로, "국가 안의 국가" 또는 "그림자 정부"로 언급됐다. 이는 유명한 기자, 군부지도자, 기업가, 정치인(이탈리아 총리 실비오 베를루스코니 포함), 지식인을 망라하고 있다.
1981년 경찰이 리치오 젤리의 빌라를 수색할 때, "민주 부활을 위한 계획"이라고 불리는 문건을 찾았다. 이 문건에서는 미디어를 장악하고, 노동조합을 억누르고, 이탈리아 의회를 재편한다는 내용이 담겼다.
P2는 우루과이, 브라질, 아르헨티나에서도 활동했다. 아르헨티나의 임시 대통령 라울 라스티리, 1976년 쿠데타를 주도한 아르헨티나의 해군사령관 에밀리오 에두아르도 마세라, 페론 정부의 사회복지부 장관이자 아르헨티나 반공주의자 동맹을 설립한 호세 로페스 레가, 그리고 기예르모 수아레스 장군도 P2의 회원이다.

## 같이 보기
- 부정부패
- 조직범죄
- 비밀결사